# Podhorie (Banská Bystrica)
Podhorie é um município da Eslováquia, situado no distrito de Banská Štiavnica, na região de Banská Bystrica. Tem 21,64 km² de área e sua população em 2018 foi estimada em 327 habitantes.

## Demografia
| Ano:        | 1994 | 2004   | 2014    | 2024   |
| ----------- | ---- | ------ | ------- | ------ |
| Broj ljudi: | 405  | 381    | 339     | 334    |
| Razlika:    |      | -5,92% | -11,02% | -1,47% |

| Ano:               | 2023 | 2024 |
| ------------------ | ---- | ---- |
| Número de pessoas: | 334  | 334  |
| Diferença:         |      | +0%  |